# 440 هـ
440 هـ هي سنة في التقويم الهجري امتدت مقابلةً في التقويم الميلادي بين سنتي 1048 و1049.

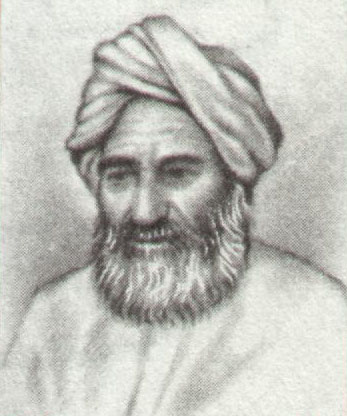
أبو الريحان البيروني

## مواليد
- أبو القاسم الأنصاري

## وفيات
- أبو سعيد أبو الخير
- الحسن بن عيسى العباسي
- محمد بن القاسم المهدي بالله
- أبو الريحان البيروني
- محمد بن بكر الفرسطائي